# 堤川市

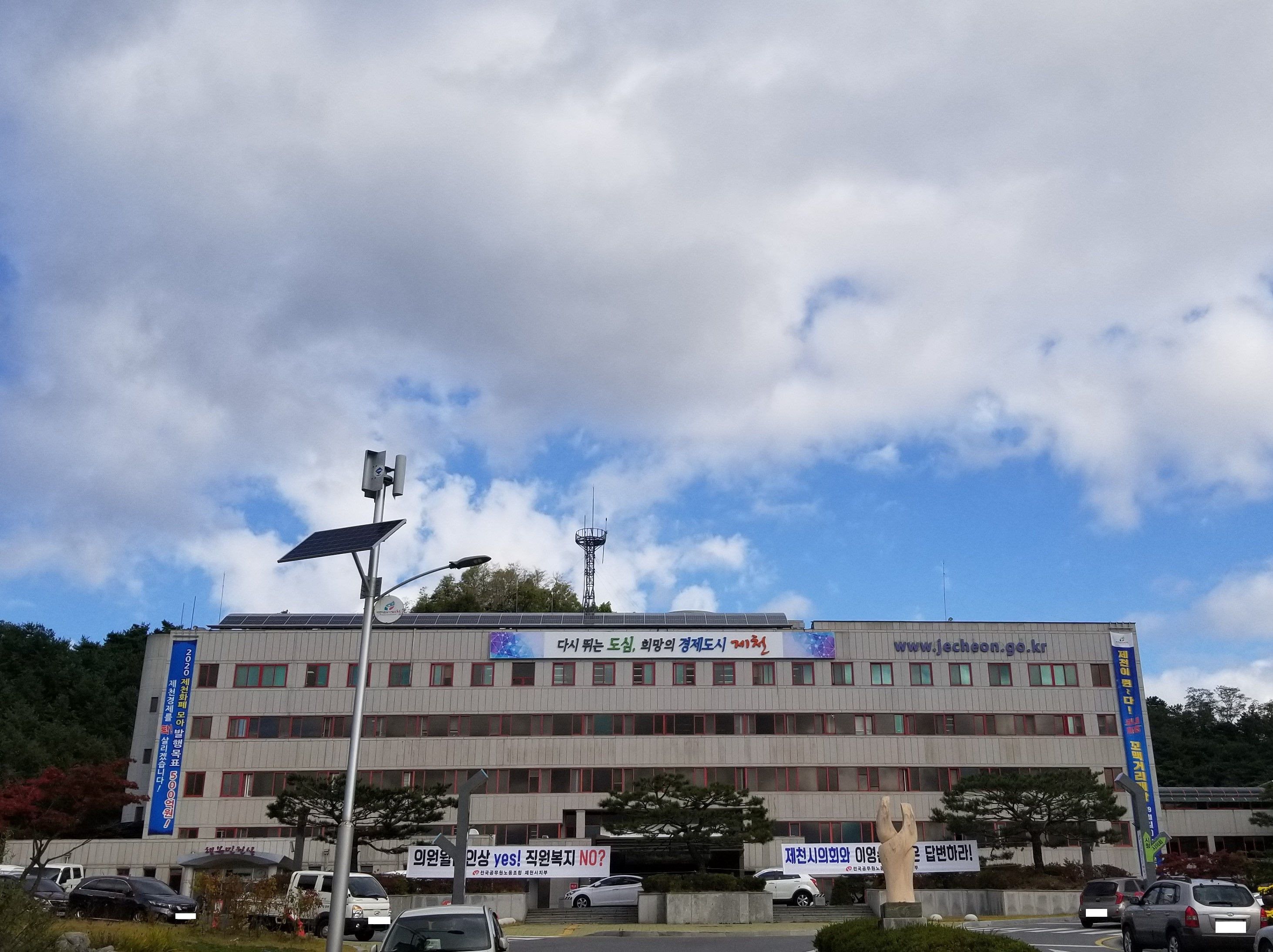
堤川市庁

堤川市（チェチョンし）は、大韓民国忠清北道北部の市。内陸湖畔の美しい町で、テレビの時代劇撮影によく使われる。市のスローガンは「Nice Jecheon」。東洋医学・韓方の都市としても知られ、国内外の都市で構成される健康都市連合に参加しているほか、2010年には堤川国際漢方バイオエキスポが開催された。

## 地理
東は忠清北道丹陽郡、江原特別自治道寧越郡、西は忠清北道忠州市、南は慶尚北道聞慶市、北は江原特別自治道寧越郡、原州市と接する。市域中央部は清風湖（忠州湖）で、南部は小白山脈に属する月岳山国立公園となっている。

## 歴史

### 堤川市
- 1980年4月1日 - 堤川郡堤川邑が堤川市に昇格。[2]
- 1983年2月15日 - 堤原郡錦城面のうち明芝里・江諸里・山谷里、鳳陽面のうち泉南里・旺岩里・新里を堤川市に編入する。[3]
- 1987年1月1日 - 丹陽郡魚上川面紫作里が堤川市に編入。[4]
- 1989年1月1日 - 堤原郡錦城面大郎里が堤川市に編入。
- 1995年1月1日（1邑7面13洞）
  - 堤川市・堤川郡が合併し、改めて堤川市が発足。[5]
  - 鳳陽面が鳳陽邑に昇格。[6]

### 堤川郡（堤原郡）
- かつては高句麗の奈吐郡であった。
- 757年、統一新羅の奈堤郡・清風県となる。
- 940年、高麗が堤州と改称する。
- 1460年 - 朝鮮が堤川県を設置して県監を置く。隣接する清風地域は淸風郡となる。
- 1660年 - 清風郡が清風都護府に昇格。（顕宗紀明成皇后金氏の貫郷）
- 1895年旧暦閏5月1日（6月23日） - 堤川県が堤川郡に、清風都護府が清風郡にそれぞれなり、忠州府堤川郡・清風郡となる。[7]
- 1896年8月4日 - 忠清北道堤川郡・清風郡となる。[8]
- 1914年4月1日 - 郡面併合により、堤川郡・清風郡の区域をもって改めて堤川郡が発足。堤川郡に以下の面が成立する。[9]（12面）
  - 堤川面・鳳陽面・近左面・錦城面・清風面・水山面・徳山面・寒水面・白雲面・松鶴面

| 朝鮮総督府令第111号                        |            |
| 旧行政区域                                 | 新行政区域 |
| 堤川郡近左面                               | 近左面     |
| 堤川郡近右面                               | 近右面     |
| 堤川郡 현우면 일원, 현좌면 일원, 동면 일원 | 邑内面     |
| 堤川郡 서면 일원                           | 白雲面     |
| 堤川郡 남면 일원                           | 城山面     |
| 堤川郡北面                                 | 松鶴面     |
| 清風郡水下面                               | 水下面     |
| 清風郡邑内面、근서면 일원                  | 飛鳳面     |
| 清風郡近南面、원남면 일원                  | 水山面     |
| 清風郡北面、東面                           | 錦繡面     |
| 清風郡원서면 일원                          | 寒水面     |
| 清風郡徳山面の一部                         | 寒水面     |
| 清風郡徳山面の残部                         | 徳山面     |
- 1917年（11面）
  - 錦繡面・城山面が合併して錦城面が発足。
  - 邑内面が堤川面に改称。
  - 飛鳳面が清風面に改称。
- 1920年 - 近右面・近左面が合併して鳳陽面が発足。（10面）
- 1929年10月14日（10面）[10]
  - 錦城面の一部が清風面に編入。
  - 水下面が分割して寒水面と水山面にそれぞれ編入。

| 道令第13号                                                                   |              |
| 旧行政区画                                                                   | 新行政区画   |
| 錦城面 도화리, 능강리, 상천리, 하천리, 성리                                  | 水山面の一部 |
| 水下面진목리, 오산리, 방흥리, 단돈리, 사오리, 부산리, 장선리, 후산리, 황석리 | 清風面の一部 |
| 水下面사기리, 호운리, 서운리, 명오리, 포탄리, 함암리                         | 寒水面の一部 |
- 1940年11月1日 - 堤川面が堤川邑に昇格。[11]（1邑9面）
- 1947年1月31日 - 錦城面の一部が清風面に編入。[12]（1邑9面）

| 道令第36号                  |              |
| 旧行政区画                  | 新行政区画   |
| 錦城面 교리, 북진리, 학현리 | 清風面の一部 |
| 水山面도화리                | 清風面の一部 |
| 清風面고명리                | 水山面の一部 |
- 1973年7月1日 - 徳山面水谷里が水山面に編入。（1邑9面）
- 1980年4月1日（9面）[2]
  - 堤川邑が堤川市への昇格・分離。
  - 堤川郡が堤原郡に改称。
- 1983年2月15日 - 錦城面明芝里・江諸里・山谷里および鳳陽面泉南里・旺岩里・新里が堤川市に編入。[3]（9面）
- 1987年1月1日 - 寒水面のうち沙器里・鳴梧里・瑞雲里・浦灘里・咸岩里・好雲里が中原郡東良面に編入。[4]（9面）
- 1989年1月1日（9面）
  - 錦城面大郎里が堤川市に編入。
  - 中原郡山尺面のうち院月里の鷹坪村・院西村・梅村村・大月村・小月村・才峴村・佳亭村が白雲面に編入。
- 1991年1月1日 - 堤原郡をかつての名称である堤川郡に改称。（9面）
- 1995年1月1日 - 堤川郡が堤川市と合併し、改めて堤川市が発足。同日堤川郡消滅。[5]

## 行政

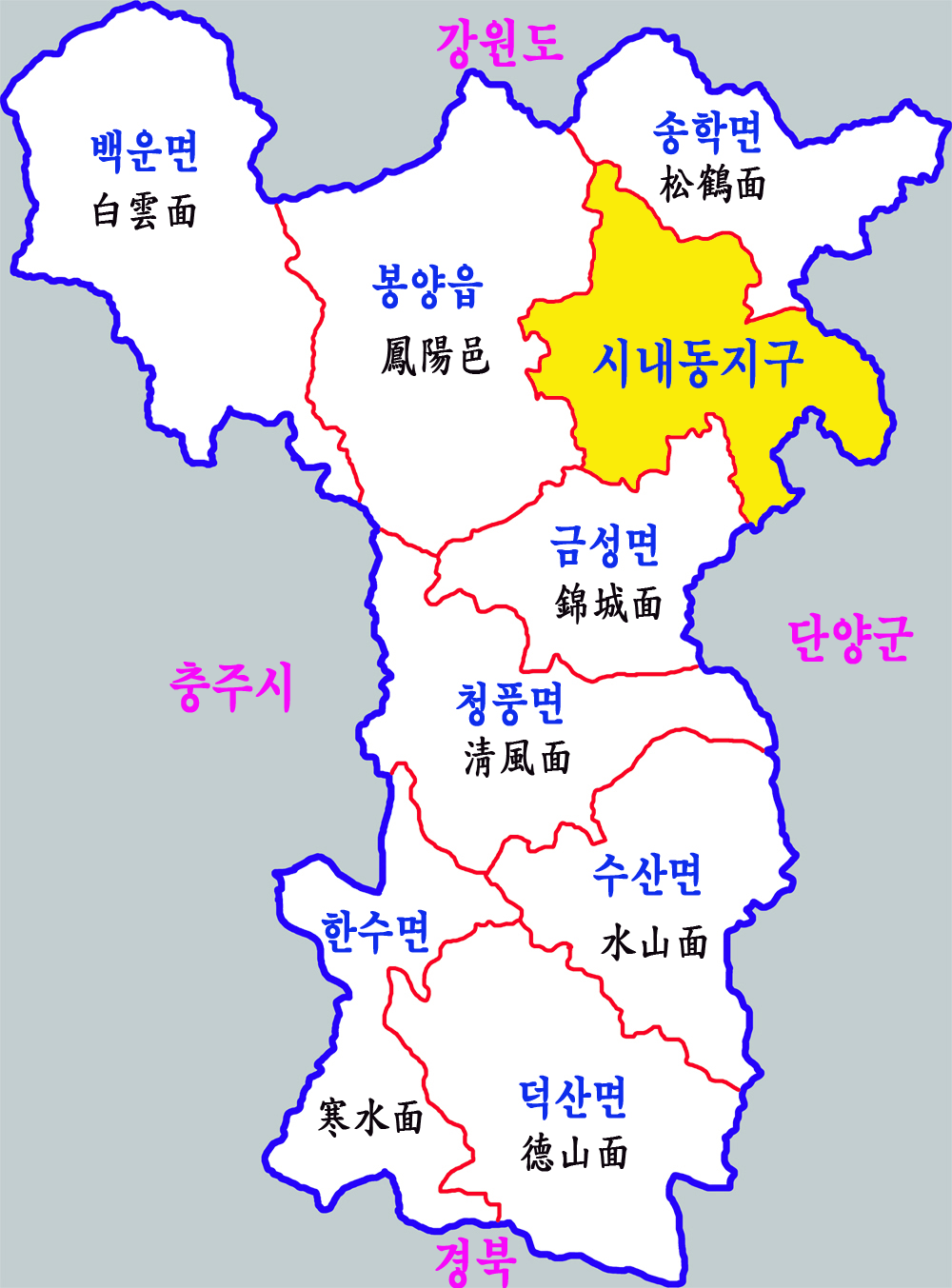
行政区域図

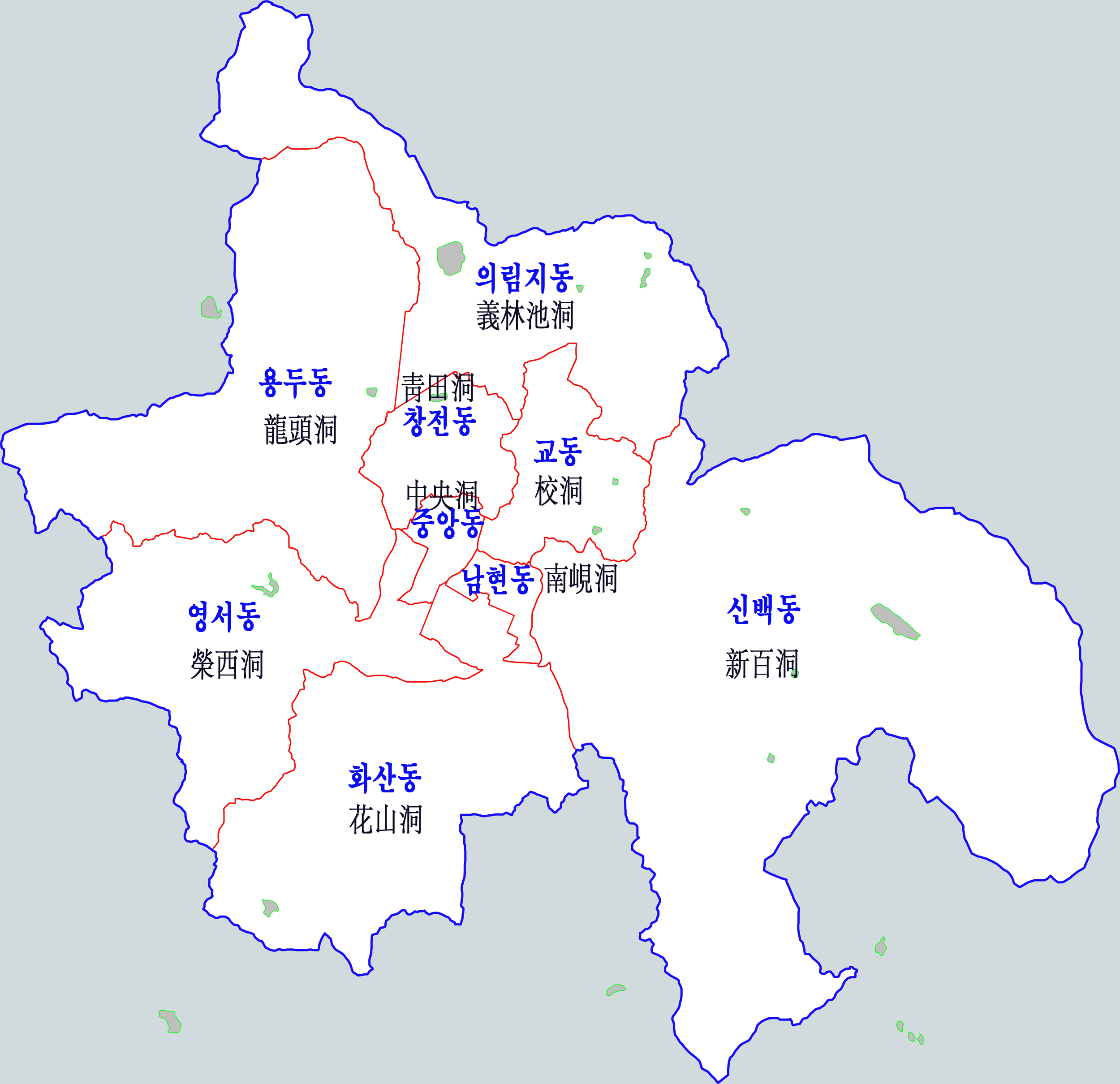
中心市街地の行政区域図

### 行政区域
| 行政洞・邑・面 | 法定洞・法定里 |
| -------------- | --- |
| 校洞           | 校洞、長楽洞 |
| 義林池洞       | 古岩洞、茅山洞 |
| 中央洞         | 中央路1街、中央路2街、明洞、義林洞 |
| 南峴洞         | 南泉洞、東峴洞 |
| 栄西洞         | 西部洞、新洞、栄川洞、泉南洞 |
| 龍頭洞         | 新月洞、旺岩洞、下所洞 |
| 新百洞         | 新百洞、高明洞、大郎洞、黒石洞、頭鶴洞、自作洞 |
| 青田洞         | 青田洞 |
| 花山洞         | 花山洞、江諸洞、明芝洞、山谷洞 |
| 鳳陽邑         | 周浦里、長坪里、美堂里、明道里、鳳陽里、明岩里、鶴山里、玉田里、九鶴里、八松里、硯朴里、院朴里、公田里、九曲里、馬谷里、三巨里                                                                                 |
| 錦城面         | 九龍里、大壮里、東幕里、社谷里、城内里、陽化里、月窟里、月林里、渭林里、積徳里、中田里、榛里、浦前里、活山里                                                                                                   |
| 清風面         | 鶏山里、広儀里、校里、丹頓里、丹里、大柳里、陶谷里、道里、桃花里、勿台里、芳興里、婦山里、北津里、査伍里、新里、実利谷里、陽坪里、淵谷里、連論里、伍山里、龍谷里、邑里、長善里、真木里、鶴峴里、黄石里、後山里 |
| 水山面         | 鶏卵里、高明里、槐谷里、九谷里、内里、綾江里、多仏里、大田里、道田里、上川里、鋤谷里、城里、水谷里、水里、水山里、吾峙里、院垈里、栗枝里、赤谷里、前谷里、池谷里、下川里                                       |
| 徳山面         | 道基里、道田里、仙古里、城岩里、寿山里、新峴里、月岳里 |
| 寒水面         | 徳谷里、伏坪里、北老里、上老里、西倉里、松界里、駅里、炭枝里、寒泉里、黄江里 |
| 白雲面         | 徳洞里、道谷里、茅亭里、放鶴里、愛蓮里、雲鶴里、院月里、平洞里、花塘里 |
| 松鶴面         | 桃花里、務道里、松寒里、柴谷里、五味里、立石里、長谷里、浦田里 |

### 警察
- 堤川警察署

### 消防
- 堤川消防署
  - 中央119安全センター
  - 花山119安全センター
  - 鳳陽119安全センター

## 気候
韓国では最も内陸にある都市のため寒暖の差が大きく、冬の冷え込みが厳しい。特に堤川気象台が市街地から離れた郊外の農村地域に置かれている影響で、朝晩は低い気温が出やすく、厳冬期には-20度を下回ることも珍しくない。
- 最高気温極値36.7℃（1994年7月22日）
- 最低気温極値-27.4℃（1981年1月4日）

| 堤川市の気候                                                | 堤川市の気候  | 堤川市の気候  | 堤川市の気候 | 堤川市の気候 | 堤川市の気候 | 堤川市の気候  | 堤川市の気候   | 堤川市の気候   | 堤川市の気候 | 堤川市の気候 | 堤川市の気候 | 堤川市の気候  | 堤川市の気候     |
| 月                                                          | 1月           | 2月           | 3月          | 4月          | 5月          | 6月           | 7月            | 8月            | 9月          | 10月         | 11月         | 12月          | 年               |
| ----------------------------------------------------------- | ------------- | ------------- | ------------ | ------------ | ------------ | ------------- | -------------- | -------------- | ------------ | ------------ | ------------ | ------------- | ---------------- |
| 最高気温記録 °C （°F）                                      | 13.6 (56.5)   | 20.5 (68.9)   | 23.2 (73.8)  | 32.2 (90)    | 33.7 (92.7)  | 34.8 (94.6)   | 37.5 (99.5)    | 39.4 (102.9)   | 33.1 (91.6)  | 28.3 (82.9)  | 24.0 (75.2)  | 16.0 (60.8)   | 39.4 (102.9)     |
| 平均最高気温 °C （°F）                                      | 1.6 (34.9)    | 4.8 (40.6)    | 10.8 (51.4)  | 18.1 (64.6)  | 23.4 (74.1)  | 27.1 (80.8)   | 28.6 (83.5)    | 29.3 (84.7)    | 25.1 (77.2)  | 19.5 (67.1)  | 11.4 (52.5)  | 3.7 (38.7)    | 17.0 (62.6)      |
| 日平均気温 °C （°F）                                        | −4.8 (23.4)   | −1.9 (28.6)   | 3.8 (38.8)   | 10.5 (50.9)  | 16.2 (61.2)  | 20.8 (69.4)   | 23.5 (74.3)    | 23.8 (74.8)    | 18.5 (65.3)  | 11.5 (52.7)  | 4.4 (39.9)   | −2.6 (27.3)   | 10.3 (50.5)      |
| 平均最低気温 °C （°F）                                      | −10.8 (12.6)  | −8.3 (17.1)   | −2.9 (26.8)  | 2.9 (37.2)   | 9.2 (48.6)   | 15.2 (59.4)   | 19.7 (67.5)    | 19.8 (67.6)    | 13.3 (55.9)  | 5.1 (41.2)   | −1.6 (29.1)  | −8.3 (17.1)   | 4.4 (39.9)       |
| 最低気温記録 °C （°F）                                      | −27.4 (−17.3) | −25.9 (−14.6) | −17.7 (0.1)  | −8.0 (17.6)  | −0.5 (31.1)  | 4.8 (40.6)    | 9.7 (49.5)     | 9.9 (49.8)     | 0.6 (33.1)   | −7.2 (19)    | −14.9 (5.2)  | −24.8 (−12.6) | −27.4 (−17.3)    |
| 降水量 mm （inch）                                          | 20.3 (0.799)  | 32.2 (1.268)  | 49.7 (1.957) | 85.1 (3.35)  | 96.9 (3.815) | 147.5 (5.807) | 356.0 (14.016) | 300.9 (11.846) | 145.3 (5.72) | 57.4 (2.26)  | 43.4 (1.709) | 24.6 (0.969)  | 1,359.3 (53.516) |
| 平均降水日数 （≥0.1 mm）                                    | 6.6           | 6.3           | 8.2          | 8.5          | 8.8          | 9.7           | 16.7           | 14.5           | 9.6          | 5.8          | 8.0          | 7.2           | 109.9            |
| % 湿度                                                      | 68.1          | 64.4          | 61.3         | 57.0         | 62.4         | 68.1          | 77.6           | 76.7           | 75.6         | 73.0         | 70.7         | 70.3          | 68.8             |
| 平均月間日照時間                                            | 175.1         | 174.4         | 201.0        | 213.3        | 236.0        | 208.4         | 151.4          | 166.1          | 168.0        | 192.3        | 157.6        | 164.4         | 2,208            |
| 出典：韓国気象庁 (平均値：1991年-2020年、極値：1972年-現在) |               |               |              |              |              |               |                |                |              |              |              |               |                  |

## 交通

### 鉄道
- 韓国鉄道公社（KORAIL）
  - 中央線：蓮交駅 - 九鶴駅 - 鳳陽駅 - 堤川操車場駅 - 堤川駅 - 高明駅
  - 太白線：堤川駅 - 立石里駅
  - 忠北線：公田駅 - 鳳陽駅

ソウル特別市・清凉里駅から中央線を経由した列車が、堤川駅で2方向に分かれる。堤川駅は経由するすべての列車が停車し、清凉里駅からITX-セマウルで約1時間40分、ムグンファ号で2時間前後。ここで中央線安東駅方面または、太白線から嶺東線方面に直通する。また、忠北線は全て堤川駅まで乗り入れており、京釜線大田駅からムグンファ号が1日8往復運転、ソウル駅からのムグンファ号も1往復運転されている。大田駅からの所要時間は約2時間。

### バス
- 堤川高速バスターミナル　市外バスターミナルの交差点向かいにある。発着するのはソウル高速バスターミナル行きのみで、50分間隔の運転、所要時間2時間10分。
- 堤川市外バスターミナル　堤川駅より北に1.6kmに位置する。大邱便は大邱高速バスターミナル(大邱中央)発着であり、堤川発は市外バス、大邱発は高速バスとしての予約扱いとなる。東ソウル総合バスターミナルへは30分間隔で、所要時間2時間。その他原州行きが多く発着する他、水原・安山・丹陽郡・忠州/清州・陰城郡・曽坪郡・栄州・太白等への便がある。また仁川国際空港・金浦国際空港へは太白発着便が経由する。

### 高速道路
- 中央高速道路（55号線）
  - 南堤川インターチェンジ - 堤川インターチェンジ

平沢-堤川高速道路(40号線)が、2014年に市内まで延伸予定。

## 教育

### 大学
- 世明大学校(大元大学校)
- 韓国ポリテク4大学

## 著名な出身者
- オム・ジョンファ - 歌手、女優
- オム・テウン - 俳優

## 観光
- 義林池
- 清風湖

## 姉妹都市
2006年以降に国内外とも大きく増加している。
韓国国内
- ソウル特別市瑞草区
- ソウル特別市東大門区
- ソウル特別市城北区
- 全羅南道咸平郡
- ソウル特別市龍山区
- 慶尚南道昌原市
- 京畿道光明市
- 大邱広域市中区
- 忠清南道泰安郡
- 全羅北道群山市

韓国国外
- スポケーン（アメリカ合衆国ワシントン州）
  - 1999年5月11日 － 姉妹結縁締結
- パサイ（フィリピン）
  - 2008年7月24日 － 姉妹結縁締結
- ニンビン市（ベトナム）
  - 2009年10月19日 － 姉妹結縁締結
- 花蓮県（中華民国）
  - 2012年9月14日 － 姉妹結縁締結

など